# Schlacht von Winwaed

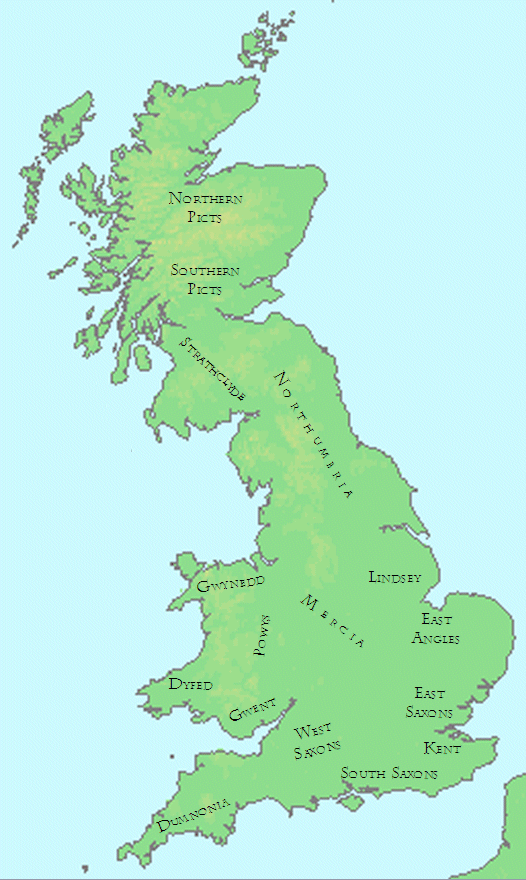
Britannien im 7. Jahrhundert

Die Schlacht von Winwaed fand am 15. November 655 zwischen den Armeen der angelsächsischen Königreiche Mercia und seiner Verbündeten, unter der Führung Pendas, und Northumbrias, angeführt von Oswiu, statt. Die Schlacht endete mit einer völligen Niederlage Mercias, wobei Penda den Tod fand.

## Ort der Schlacht
Der Winwaed ist bis heute nicht genau identifiziert, womit auch die exakte Lokalisierung der Schlacht unmöglich ist. In der Angelsächsischen Chronik wird der Ort der Schlacht mit Winwidfelda angegeben, dem Feld beim Winwid. Beda zufolge, soll sich der Uinuaed in der Region von Loidis, das heißt Leeds, befunden haben, möglicherweise am heutigen Fluss Went, oder aber im heutigen South Yorkshire nahe Doncaster. Es ist jedoch auch möglich, dass der Winwaed ein Zufluss des Humbers war. In der Historia Brittonum wird der Ort der Schlacht als in campo Gai, Gaius’ Feld, bezeichnet.

## Vorgeschichte und Schlachtverlauf
Seit der northumbrischen Niederlage in der Schlacht von Maserfield 642 versuchte Penda seine Oberherrschaft über Northumbria zu zementieren, was zu mehreren Feldzügen gegen Northumbria führte. So konnte er in der zweiten Hälfte der 40er Jahre sogar bis ins weit nördlich gelegene Bamburgh vorstoßen, und nach 651 noch einmal tief in northumbrisches Gebiet einfallen. Das Ziel dieser militärischen Operationen war die Vernichtung und die vollkommene Integration des northumbrischen Königreichs in Mercia. Auch der Feldzug, der mit der Schlacht am Winwaed endete, muss in diesem Zusammenhang gesehen werden, da er das Ziel hatte, die Wiedervereinigung Northumbrias unter Oswiu zu verhindern, was auch die Anwesenheit Æthelwalds, König von Deira, unter den Verbündeten Pendas erklärt. Penda fiel mit einer Armee, die aus 30 legiones, geführt von 30 hochadligen Anführern (duces regii), bestanden haben soll, in Bernicia ein. Unter seinen Verbündeten befanden sich mehrere britische Könige, zum Beispiel Cadafael ap Cynfeddw von Gwynedd, sowie Æthelhere, König der Ostangeln. Außerdem wurde er von Æthelwald, König von Deira, unterstützt, dessen Vorgänger Oswine im Auftrag Oswius 651 ermordet worden war. Die Armee Pendas war erfolgreich genug, um das Heer Northumbrias bis weit in das heutige Schottland zurückzudrängen, einzuschließen und in Iudeu, das heutige Stirling, zu belagern. Es scheint, dass Oswiu daraufhin Tributzahlungen anbot, die Penda unter seine Verbündeten verteilte. Das Heer unter der Führung Pendas begann sich dann zurückzuziehen. Einige der verbündeten Herrscher verließen die Streitmacht. Cadafael ap Cynfeddw von Gwynedd erhob sich des Nachts zusammen mit seinem Heer und entkam, worauf er den Beinamen Cadomedd (der sich vor der Schlacht drückt) bekam. Auch König Æthelwald von Deira zog sich zurück, und wartete den Ausgang der Schlacht aus sicherer Entfernung ab. Es ist möglich, dass die Verbündeten, da sich die Armee auf dem Heimweg befand, nicht willens waren zu kämpfen, und dass die Penda verlassenden Mitstreiter unzufrieden waren mit dem was in Iudeu erreicht war. Oswiu konnte den sich zurückziehenden Penda einholen. Pendas Armee hatte sich strategisch schlecht positioniert, was es Oswiu ermöglichte anzugreifen. Es kam zur Schlacht zwischen Penda und seinen Verbündeten mit der Armee Northumbrias. Penda verlor Schlacht und Leben. Auch König Æthelhere befand sich unter den Toten der Schlacht sowie auch beinahe alle 30 duces regii, die ihm gefolgt waren, wobei eine größere Anzahl der Fliehenden im Hochwasser führenden Fluss ertranken als durch das Schwert getötet wurden.

## Folgen
Als Folge des Ausgangs dieser Schlacht brach die Oberherrschaft Mercias über die umliegenden Reiche in sich zusammen. Der Machtbereich der Könige von Northumbria erstreckte sich nun bis in die südlichen Midlands. Mercia kam unter die Oberherrschaft Oswius von Northumbria und wurde in eine nördliche und südliche Hälfte geteilt. Pendas Sohn Peada, der mit einer Tochter Oswius, Alhflaed, verheiratet war, wurde der Teil Mercias zugewiesen, der südlich des Trents lag. Peada wurde jedoch schon 656 ermordet, wonach Mercia bis Ende der 660er-Jahre unter direkte Oberherrschaft Northumbrias kam, von der es sich auch danach erst langsam lösen konnte.
Ein weiterer Aspekt der Niederlage Pendas ist die weitere Verbreitung des Christentums in den Midlands. Penda war der letzte heidnische Herrscher Mercias. Als Folge und unter dem Einfluss der Oberherrschaft Northumbrias konnte sich das Christentum in Mercia etablieren. Penda hatte zwar das Predigen des Christentums in Mercia nicht verboten, förderte es aber auch nicht. So willigte Penda ein, dass sein Sohn Peada anlässlich dessen Heirat mit Alhflaed, der Tochter Oswius von Northumbria, zum Christentum übertrat. Erst nach Pendas Tod konnte die Christianisierung forciert werden.

### Sekundärliteratur
- Steven Basset (Hrsg.): The Origins of Anglo-Saxon Kingdoms, Leicester University Press, Leicester 1989, ISBN 0-7185-1317-7.
- Andrew Breeze: „The Battle of the Uinued and the River Went, Yorkshire“ in Northern History, Vol. 41, Issue 2, September 2004, pages 377–83.
- Nicholas Brooks: „The Formation of the Mercian Kingdom“ in Steven Basset (Hrsg.): The Origins of Anglo-Saxon Kingdoms, Leicester University Press, Leicester 1989, ISBN 0-7185-1317-7.
- James Campbell (Hrsg.): The Anglo-Saxons, Phaidon, London 1982, ISBN 0-7148-2149-7.
- Wendy Davies: „Annals and the Origins of Mercia“ in Ann Dornier: Mercian Studies, Leicester University Press, Leicester 1977, ISBN 0-7185-1148-4.
- David Dumville: „Essex, Middle Anglia and the Expansion of Mercia in the South East“ in Steven Basset (Hrsg.): The Origins of Anglo-Saxon Kingdoms, Leicester University Press, Leicester 1989, ISBN 0-7185-1317-7.
- Margaret Gallyon: The Early Church in Wessex and Mercia, Terence Dalton, Lavenham 1980, ISBN 0-900963-58-1
- Nicholas J. Higham: The Convert Kings: Power and Religious Affiliation in Early Anglo-Saxon England, Manchester University Press, Manchester 1997, ISBN 0-7190-4827-3.
- Simon Keynes: „Penda“ in Michael Lapidge et al. (Hrsg.): The Blackwell Encyclopedia of Anglo-Saxon England, Blackwell, Oxford 2001, ISBN 0-631-22492-0.
- D. P. Kirby: The Earliest English Kings, Unwin Hyman, London 1991, ISBN 0-04-445691-3.
- Frank M. Stenton: Anglo-Saxon England, 3. Aufl., Oxford University Press, Oxford 1971, ISBN 0-19-280139-2.
- Ian W. Walker: Mercia and the Making of England, Sutton, Stroud 2000, ISBN 0-7509-2131-5
- Barbara Yorke: Kings and Kingdoms of Early Anglo-Saxon England. Routledge, London-New York 2002, ISBN 978-0-415-16639-3. PDF (6,2 MB)